# Sanele Ginindza
Sanele Ginindza (née le 3 février 1984) est une sportive swazie spécialiste du taekwondo. Elle gagne la médaille de bronze aux Jeux africains de 2011 dans la catégorie des moins de 67 kg,.

## Palmarès international
| Jeux africains | Jeux africains | Jeux africains              | Jeux africains |
| Année          | Lieu           | Médaille                    | Catégorie      |
| -------------- | -------------- | --------------------------- | -------------- |
| 2011           | Maputo         | Médaille de bronze, Afrique | –67 kg         |